# Wendwilsonita
La wendwilsonita és un mineral de la classe dels fosfats que pertany al grup de la brandtita. Anomenada l'any 1987 per Pete J. Dunn, Bozidar Darko Sturman i Joseph A. Nelen en honor del Dr. Wendell E. Wilson. És l'anàleg de magnesi de la roselita, amb la qual forma sèrie.

## Característiques
La wendwilsonita és un fosfat de fórmula química Ca₂Mg(AsO₄)₂·2H₂O. Cristal·litza en el sistema monoclínic. La seva duresa a l'escala de Mohs és 3 a 4.
Segons la classificació de Nickel-Strunz, la wendwilsonita pertany a «08.CG - Fosfats sense anions addicionals, amb H₂O, amb cations de mida mitjana i gran, RO₄:H₂O = 1:1» juntament amb els següents minerals: cassidyita, col·linsita, fairfieldita, gaitita, messelita, parabrandtita, talmessita, hillita, brandtita, roselita, zincroselita, ruffita, ferrilotharmeyerita, lotharmeyerita, mawbyita, mounanaïta, thometzekita, tsumcorita, cobaltlotharmeyerita, cabalzarita, krettnichita, cobalttsumcorita, niquellotharmeyerita, manganlotharmeyerita, schneebergita, nickelschneebergita, gartrellita, helmutwinklerita, zincgartrel·lita, rappoldita, fosfogartrel·lita, lukrahnita, pottsita i niqueltalmessita.

## Formació i jaciments
És un mineral secundari rar que es forma en dipòsits minerals hidrotermals amb presència de cobalt. S'ha descrit associada a talmessita i eritrina. S'ha trobat a l'Azerbaidjan, Xile, Alemanya, Marroc i els EUA.